# Anoncocephalus chilensis
Anoncocephalus chilensis är en plattmaskart som först beskrevs av Riggenbach 1896.  Anoncocephalus chilensis ingår i släktet Anoncocephalus och familjen Triaenophoridae. Inga underarter finns listade i Catalogue of Life.